# Света Елена (остров)
Вижте пояснителната страница за други значения на Света Елена.
Света Еле́на (на английски: Saint Helena [ˌseɪnt hɨˈliːnə]) е остров в южната част на Атлантическия океан, разположен на 2800 km на запад от бреговете на Ангола. Той е част от задморската територия Света Елена, Възнесение и Тристан да Куня на Обединеното кралство. Малка част от острова: две къщи, където е живял Наполеон Бонапарт, и долината където е погребан, са територия на Франция.
Открит е от португалски мореплаватели през 1502 година. Тогава островът е необитаван. Управляван от Източноиндийската компания от 1657 година. В колониалната епоха до построяването на Суецкия канал, островът играе важна роля за корабите, пътуващи между Великобритания и Индия. Там те се снабдяват с пресни продукти и вода. Наполеон Бонапарт живее в изгнание на острова от 1815 г. до 5 май 1821 г., когато умира.
Столицата на Света Елена е Джеймстаун. Населението на острова е малобройно и си остава лоялно към Британия. Въпреки това, малките размери и геополитическата незначителност на острова са накарали много от островитяните да обвинят британското правителство в игнориране на острова. Икономиката на острова, въпреки предходните си високи постижения, в днешно време е много отслабнала и почти напълно се държи на помощта на Лондон.
Островът е много известен благодарение на Наполеон Бонапарт, който прекарва в изгнание тук последните си години. Туристическата промишленост на острова в голямата си част е свързана именно с този аспект от историята на острова.
Островът е кръстен на майката на първия християнски римски император Константин I Елена от Константинопол.
Населението на Света Елена е 4534 души към 2016 година.

## История

### Ранна история (1502 – 1658)
Повечето исторически сведения твърдят, че островът е забелязан на 21 май 1502 г. от галисийският мореплавател Жуау да Нова, който пътува от името на Португалия. Той кръщава острова по името на Елена Константинополска, вероятно във връзка с католическия празник (3 май) на намирането на Животворния кръст от Света Елена в Йерусалим.
Един от първите английски пиратски капитани от епохата на Великите географски открития - сър Франсис Дрейк - вероятно също забелязва острова в хода на последния етап от околосветското си пътешествие (1577 – 1580). По-нататъшни посещения от други английски изследователи правят местоположението на острова по-широко известно. Впоследствие английски бойни кораби започват да причакват в района португалски караки, връщащи се от Индия, както и кораби на испански пътешественици.
В борбата си да развият търговията си с Далечния Изток, холандците също започват да посещават острова. Португалците и испанците скоро спират да посещават острова, отчасти защото използват пристанища в Западна Африка, но и защото корабите им са нападани от англичани и холандци.
Нидерландската република официално предявява претенции към Света Елена през 1633 г., макар и да няма доказателства те някога да са го заселвали, колонизирали или укрепвали, но впоследствие се отказва да ги поддържа и към 1651 г. вече трайно са пренасочили усилията си колонията си при нос Добра надежда.

### Източноиндийска компания (1658 – 1815)
През 1657 г. Оливър Кромуел дава на Британската източноиндийска компания харта за управление на остров Света Елента, а на следващата година компанията решава да укрепи острова и да го колонизира с плантатори. Първият губернатор, капитан Джон Дътън, пристига през 1659 г., правейки Света Елена една от първите британски колонии извън Северна Америка и Карибския регион. Построени са къщи и укрепление. След Реставрацията на Стюартите през 1660 г., Източноиндийската компания получава кралска харта, която ѝ дава правото да строи и колонизира на острова. По това време крепостта е кръстена Джеймс форт, а градът – Джеймстаун, в чест на херцога на Йорк, крал Джеймс II.
Между януари и май 1673 г. Нидерландската източноиндийска компания насилствено превзема острова, но британски подкрепления връщат контрола на Британската империя. Компанията среща трудности с привличането на нови имигранти и започват да се пораждат безредици и бунтове сред местното население. Екологическите проблеми на обезлесяването, ерозията на почвата, вредителите и засушаването карат губернатор Айзак Пайк да предложи през 1715 г. населението да се премести на Мавриций. По този план не се работи и компанията продължава да финансира общността, поради стратегическото местоположение на острова. Към 1723 г. населението на Света Елена възлиза на 1110 души, от които 610 роби.
Губернаторите през 18 век се опитват да се справят с проблемите на острова като засаждат дървета, подобряват укрепленията, елиминират корупцията, построяват болница, справят се с небрежността към посевите и добитъка, контролират употребата на алкохол и въвеждат законови промени. Островът се радва на дълъг период на просперитет от около 1770 г. Капитан Джеймс Кук посещава острова през 1775 г. през последния етап на второто си околосветско пътешествие. Църквата Свети Джеймс е построена в Джеймстаун през 1774 г., а плантационната къща е създадена през 1791 – 1792 г. (която впоследствие става официалната резиденция на губернатора).
Едмънд Халей посещава Света Елена, след като напуска Оксфордския университет през 1676 г. и установява астрономическа обсерватория със 7,3-метров телескоп, с който да изучава звездите от Южното полукълбо. През този период Света Елена е важно пристанище на Източноиндийската компания. Нейните кораби спират на острова на връщане от Британска Индия и Китай. При Света Елена корабите могат да напълнят запасите от вода и провизии и по време на война да образуват конвои, които да плават, защитавани от корабите на Кралските ВМС.
През 1792 г. вносът на роби е забранен, а губернаторът Робърт Патън препоръчва на компанията да внася китайска работна ръка. Наемните работници пристигат през 1810 г., като броят им достига 600 души към 1818 г. На много е позволено да останат на острова, а техните наследници се интегрират в местното население. Преброяването от 1814 г. споменава 3507 души, живеещи на острова.
Същевременно започва поетапна еманципация на над 800 местни роби, завършена през 1827 г.

### Британско управление (1815 – 1821) и заточение на Наполеон
През 1815 г. правителството на Великобритания избира остров Света Елена като мястото за заточение на Наполеон Бонапарт. Той е отведен на острова през октомври 1815 г. Британците се подсигуряват, като изпращат гарнизон войници с опитен офицер на тогава необитаемия остров Възнесение, който се намира между Света Елена и Европа. Той живее в къща на острова, в която умира на 5 май 1821 г.

### Източноиндийска компания (1821 – 1834)
След смъртта на Наполеон, хиляди временни посетители са изтеглени и Източноиндийската компания си връща пълния контрол над Света Елена. Между 1815 и 1830 г. компанията построява шхуната „Света Елена“, която е на разположение на местната власт и прави множество маршрути ежегодно между Света Елена и Южна Африка, пренасяйки пасажери и стоки двупосочно.
Наполеон възхвалява местното кафе по време на изгнанието си на острова и продуктът се радва на кратка популярност в Париж през годините след смъртта му. 
Между 1791 и 1833 г. Света Елена става място на редица експерименти за опазване, залесяване и увеличаване на валежите по изкуствен начин. Тази екологична намеса е тясно свързана с концептуализацията на процесите на екологичната промяна и помага да се установят основите на екологията.

### Коронна колония (1834 – 1981)
Съгласно разпоредбите на Закона за Индия от 1833 г., властта над Света Елена е прехвърлена от Източноиндийската компания на Британската корона и островът става коронна колония. Последвалото административно намаляване на разходите довежда до дълготрайно намаляване на населението – тези, които успяват да си го позволят, напускат острова в търсене на по-добри възможности другаде. През втората половина на 19 век се развива парното корабоплаване, което не зависи от пасатите, а търговските пътища с Далечния изток вече не преминават през традиционния Атлантически океан, а през Червено море (след като е завършен Суецкия канал). Броят кораби, спиращи на острова, спада от 1100 към 1855 г. до едва 288 към 1889 г.
През 1858 г. френският император Наполеон III придобива, от името на правителството на Франция, къщата, в която е живял Наполеон Бонапарт, и земите около нея. Тя е френска собственост, администрирана от френски представител и под властта на министерството на външните работи на Франция.
На 11 април 1898 г. Джошуа Слоукъм, в хода на известното си самотно околосветско пътешествие, пристига в Джеймстаун. Той е сърдечно приет от губернатора и потегля от острова на 20 април.
В периода 1900 – 1901 г. над 6000 бурски затворници са изпратени на острова, сред които и Пит Кроние и жена му, след поражението му в битката при Пардеберг. В резултат на това населението на острова достига своя връх през 1901 г. – 9850 души.
През 1922 г. остров Възнесение става зависима територия от Света Елена, а през 1938 г. е последван от архипелага Тристан да Куня. През Втората световна война остров Възнесение е използван като военно летище, но остров Света Елена не е използван за военни цели.
Местното производство на тъкани от новозеландски лен е успешно възстановено през 1907 г. и генерира значителни приходи през Първата световна война. Цените на местните тъкани достигат максимална стойност през 1951 г. Въпреки това, тази промишленост упада вследствие транспортните разходи и конкуренцията на изкуствените тъкани. Така производството на тъкани спира окончателно през 1965 г.

### 1981 г. – наши дни
През 1981 г. Света Елена и други коронни колонии са прекласифицирани като британски задморски територии. Островитяните губят правото си на свободна емиграция във Великобритания. През 1988 г. е въведен план, имащ за цел да спомага покачването на стандарта на живот на местните жители.
Конституцията на Света Елена влиза в сила през 1989 г. и предоставя управленчески правомощия на губернатора. През 2002 г. Великобритания дава пълноправно британско гражданство на островитяните.

## География
Света Елена е разположен в южната част на Атлантическия океан, в Средноатлантическия хребет, на над 2000 km от най-близката суша. Това е едно от най-изолираните места на света. Най-близкото континентално пристанище е Мосамедиш в Ангола. Кейптаун в РЮА се използва за повечето превози, като например доставка на поща към острова. Въпреки отдалечеността си, островът се счита за част от Западна Африка от ООН.
Площта на острова е 122 km2 и представлява главно назъбен терен с вулканичен произход (последните вулканични изригвания са станали преди около 7 милиона години). Крайбрежните райони са покрити с магмени скали и са по-топли и по-сухи от централните. Най-високата точка на острова, връх Даяна, е с височина 818 m. През 1996 г. той става първият национален парк на острова.

### Климат
Климатът на Света Елена е тропически, морски и умерен от Бенгелското течение и пасатите, духащи почти непрестанно. Все пак, климатът варира значително в различните части на острова. Температурите в Джеймстаун на северния подветрен бряг са от порядъка на 21 – 28 °C през лятото и 17 – 24 °C през останалата част от годината. Температурите в централните райони обикновено са с 5 – 6 °C по-ниски. Докато в Джеймстаун средното количество годишни валежи е много ниско, около 750 – 1000 mm падат по високите части и по южното крайбрежие, където е видимо по-облачно.
| Климатични данни за Джеймстаун        | Климатични данни за Джеймстаун | Климатични данни за Джеймстаун | Климатични данни за Джеймстаун | Климатични данни за Джеймстаун | Климатични данни за Джеймстаун | Климатични данни за Джеймстаун | Климатични данни за Джеймстаун | Климатични данни за Джеймстаун | Климатични данни за Джеймстаун | Климатични данни за Джеймстаун | Климатични данни за Джеймстаун | Климатични данни за Джеймстаун | Климатични данни за Джеймстаун |
| Месеци                                | яну.                           | фев.                           | март                           | апр.                           | май                            | юни                            | юли                            | авг.                           | сеп.                           | окт.                           | ное.                           | дек.                           | Годишно                        |
| Абсолютни максимални температури (°C) | 32                             | 32                             | 33                             | 34                             | 28                             | 27                             | 26                             | 26                             | 26                             | 26                             | 27                             | 28                             | 34                             |
| Средни максимални температури (°C)    | 27                             | 27                             | 28                             | 27                             | 24                             | 23                             | 22                             | 22                             | 22                             | 23                             | 23                             | 24                             | 24                             |
| Средни минимални температури (°C)     | 21                             | 21                             | 22                             | 21                             | 19                             | 18                             | 17                             | 17                             | 17                             | 18                             | 18                             | 19                             | 19                             |
| Абсолютни минимални температури (°C)  | 17                             | 19                             | 19                             | 17                             | 16                             | 16                             | 14                             | 15                             | 14                             | 16                             | 17                             | 16                             | 14                             |
| Средни месечни валежи (mm)            | 8                              | 10                             | 20                             | 10                             | 18                             | 18                             | 8                              | 10                             | 5                              | 3                              | 0                              | 3                              | 113                            |
| ------------------------------------- | ------------------------------ | ------------------------------ | ------------------------------ | ------------------------------ | ------------------------------ | ------------------------------ | ------------------------------ | ------------------------------ | ------------------------------ | ------------------------------ | ------------------------------ | ------------------------------ | ------------------------------ |
| Източник: BBC Weather                 |                                |                                |                                |                                |                                |                                |                                |                                |                                |                                |                                |                                |                                |

## Флора и фауна
Когато островът е открит за пръв път, той е бил покрит с уникална растителност, включително зелевото дърво Melanodendron integrifolium. Вътрешността на острова е била гъста тропическа гора, а крайбрежните райони вероятно също са били доста озеленени. Съвременният пейзаж е доста различен – оголените скали са честа гледка в по-ниските райони, макар вътрешността на острова все още да е зелена, главно поради интродуцирана по-късно растителност. Първоначално бозайници няма, но с времето са донесени кучета, котки, говеда, магарета, кози, овце, мишки и зайци, а местните видове се оказват неблагоприятно засегнати от тях. Драстичната промяна на островния пейзаж се приписва именно на внасянето на тези животни. В резултат на това, местните растения Acalypha rubrinervis и Nesiota elliptica са изчезнали видове, а много други ендемични растения са застрашени от изчезване.
Националната птица на Света Елена е Charadrius sanctaehelenae. Нейно изображение присъства на герба и на знамето на острова.
Света Елена е известен с високата си концентрация на ендемични птици и васкуларни растения. Във високите части живеят повечето от 400-те ендемични вида. По-голямата част от острова е идентифицирана от Бърдлайф Интернешънъл като важна за опазването на птиците, като североизточната час и югозападната част на острова са орнитологично важни места. Поради тези ендемични видове и изключителното разнообразие от местообитания, Света Елена е включена в списъка на Великобритания за бъдещи обекти на световното културно и природно наследство на ЮНЕСКО.
Биоразнообразието на Света Елена включва морски гръбначни, безгръбначни, гъби, неваскуларни растения, водорасли и други биологични групи. Смята се, че много значими открития относно флората и фауната на острова тепърва предстоят да бъдат направени.

## Население
Остров Света Елена е заселен за пръв път от англичаните през 1659 г. Към 2018 г. островът има население от 4897 души, които са основно с британски произход (плантатори и войници) или потомци на африкански роби. Повечето наемни работници, които идват на острова от Китай през 1810 г., впоследствие се връщат обратно в Китай.
Населението постепенно намалява от края на 1980-те години, но данните от преброяването през 2016 г. сочат, че се възстановява.

### Религия
Повечето жители на острова са англикани и са членове на диоцеза на Света Елена, който има свой собствен епископ и включва и остров Възнесение. 150-годишнината от основаването на диоцеза е отбелязана през юни 2009 г. На острова се изповядват също римокатолицизъм (от 1852 г.). Присъстват и редица протестантски църкви - Армията на спасението (от 1884 г.), баптисти (от 1845 г.), както и други религиозни общества - Църквата на адвентистите от седмия ден, Новоапостолическата църква, както и Свидетели на Йехова.

## Икономика
Островът развива моноикономика до 1966 г., фокусирана върху отглеждането и преработването на лен за въжета. Днешната икономика на острова е слаба и почти изцяло поддържана от помощи, предоставяни от правителството на Великобритания. Публичният сектор доминира икономиката, като на него се падат около 50% от БВП на острова. Към 2005 г. инфлацията е 4%.
Туристическата индустрия е силно фокусирана върху къщата, където е бил заточен Наполеон. Има голф игрище, както и потенциал за спортен риболов. Света Елена разполага с три хотела, но пристигането на туристите зависи от бавно развиващото се летище.
На Света Елена се произвежда, според някои източници, най-скъпото кафе на света. Произвежда се и се изнася алкохолната напитка Тунги Спирит, която се прави от плодовете на кактуса Opuntia ficus-indica. Друг източник на доходи са пощенските марки, които имат колекционерска стойност.
Официалната валута както на остров Света Елена, така и на остров Възнесение, е паунд на Света Елена.